# Antilhas Espanholas

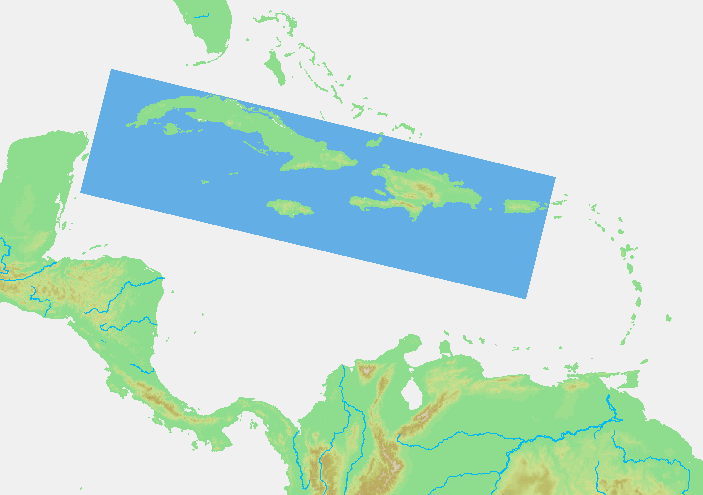
De leste a oeste, Porto Rico, Espanhola e Cuba. Ao sul, Jamaica (a única das Grandes Antilhas que não era de soberania espanhola, mas inglesa, desde o século XVII).

As Antilhas Espanholas (em castelhano:  Antillas Españolas) é a expressão com que se designa o grupo de ilhas do arquipélago das Antilhas que estiveram durante a época colonial (aproximadamente entre 1492 e 1898) sob controle espanhol (ou seja, fazendo parte do Império Espanhol).

## Ilhas
Excluídas aquelas que por determinado tempo pertenceu à França, aos Países Baixos ou ao Reino Unido.
- Cuba (independente desde 1898)
- República Dominicana — parte oriental da ilha de Hispaniola (independente desde 1865)
- Porto Rico (independente da Espanha desde 1898, hoje Estado Livre Associado dos Estados Unidos da América)
- Ilhas venezuelanas (Venezuela independente da Espanha desde 1811, reconhecida em 1845)